# 三人國際象棋
三人國際象棋（Three-player chess），為棋史常見的國際象棋變體，是參與人數改為三人玩家。

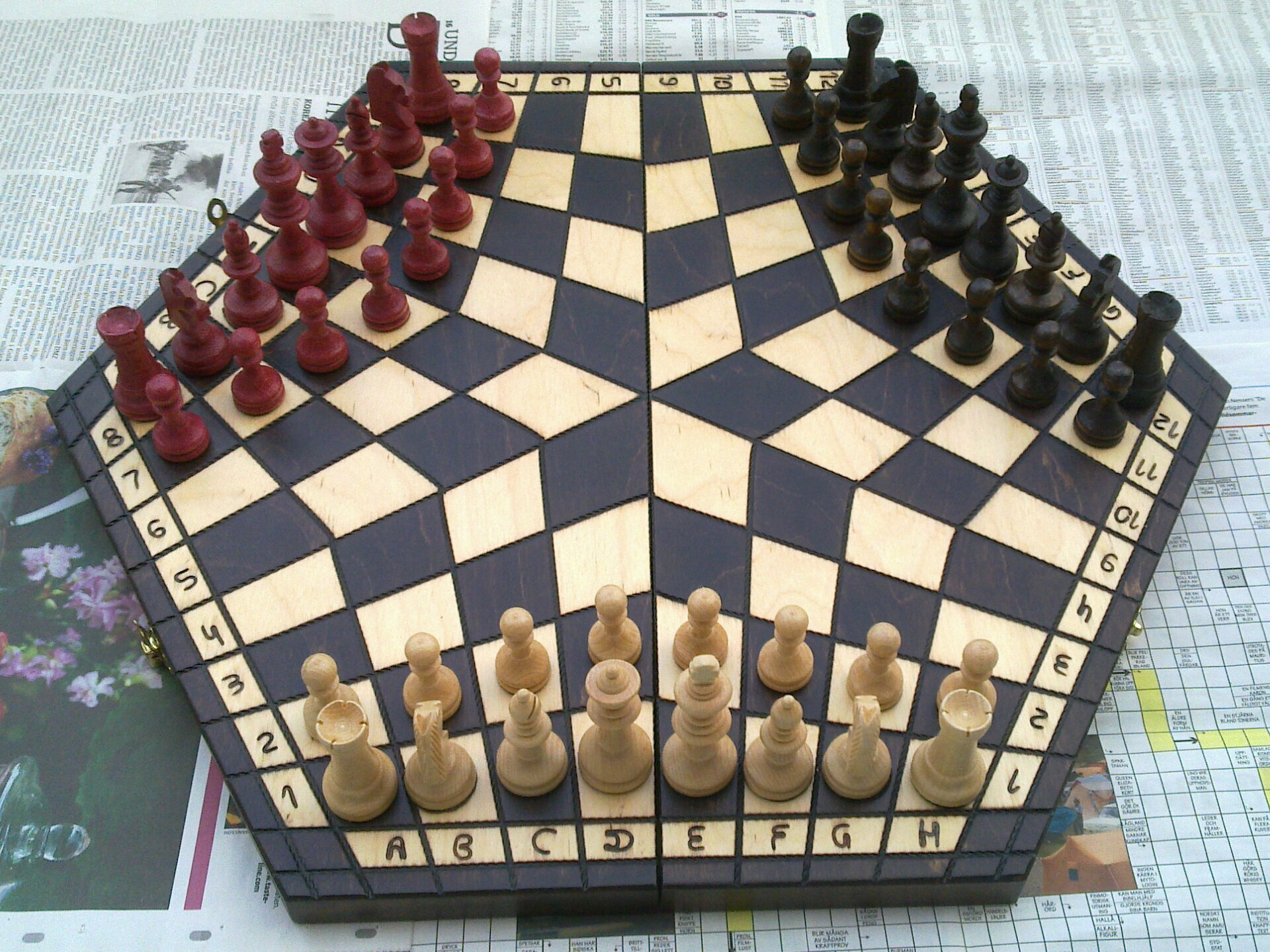
三人國際象棋的一種棋盤

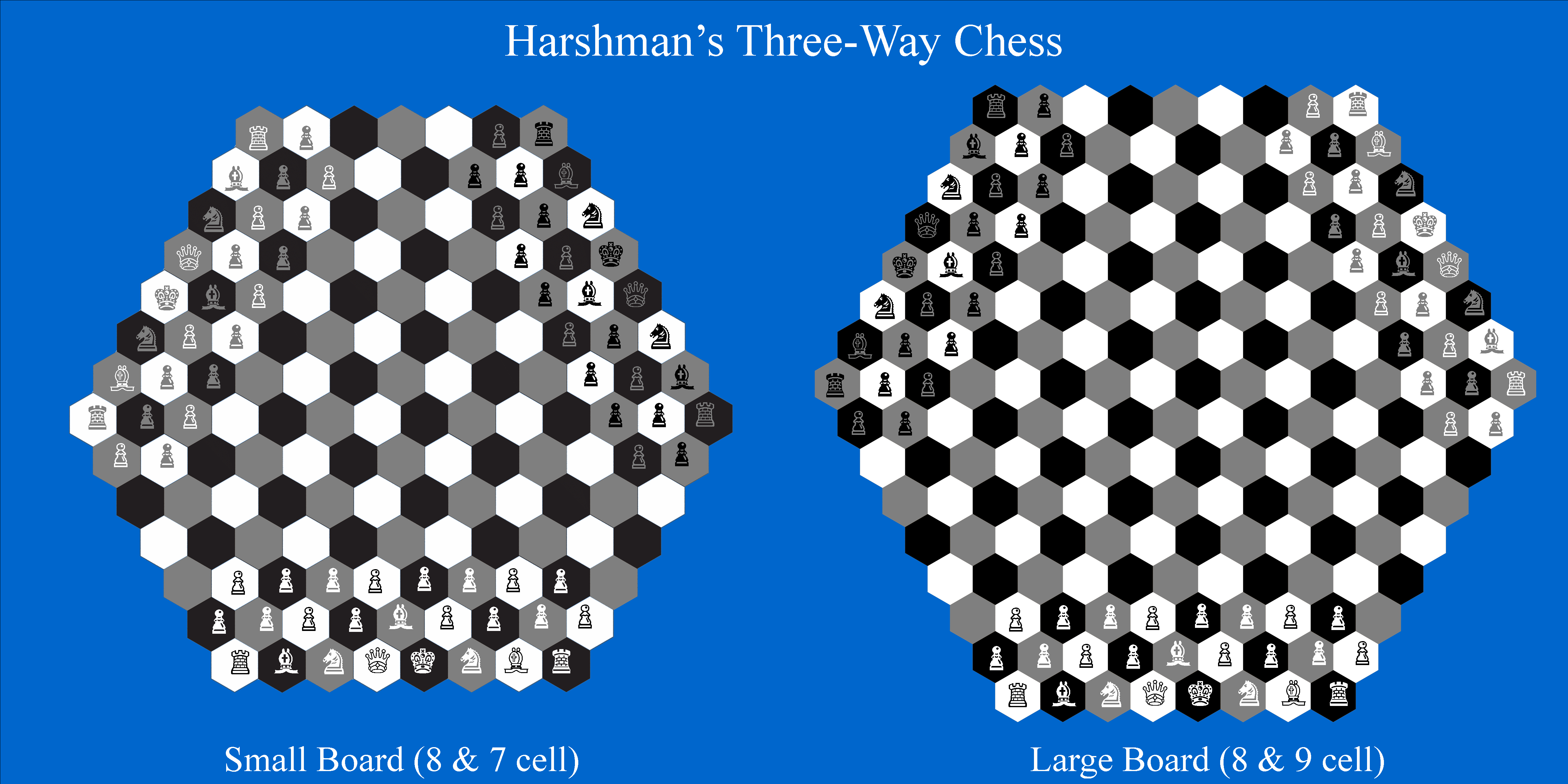
哈什曼教授的三路棋（原始棋盘和替代棋盘）

## 遊戲規則
- 棋盤通常是6塊4*4的菱形格組成的六邊形。
- 玩家有三人：先行方、次行方、後行方。
- 先將死其中一位玩家的玩家獲勝。
- 其他大致依照正統國際象棋規則。

### 變體規則
依照一般國際象棋勝利規則對後行方不利，因此有人建議採用類似自殺象棋規則。
- 能夠吃子時，必須吃子。
- 國王可移到被攻擊的位置。
- 若己方回合開始時，只有己方王被消滅，則己方勝利。
  - 若還有其他王被消滅，則和局。
- 其餘規則同[3]。

## 外部連結
- 遊戲介紹（页面存档备份，存于）